# Hydrobasileus brevistylus
Hydrobasileus brevistylus is een libellensoort uit de familie van de korenbouten (Libellulidae), onderorde echte libellen (Anisoptera).
De wetenschappelijke naam Hydrobasileus brevistylus is voor het eerst geldig gepubliceerd in 1865 door Brauer.